# Hasse Sjöö
Hasse Sjöö, född 1959 i Jönköping, är en svensk före detta ishockeyspelare.

## Klubbar
- HV71 1979-1981, 1987-1990, 1992-1994 (ass. tränare)
- Västra Frölunda IF 1981-1984
- Mörrums GoIS IK 1991-1992